# Mtel (Црна Гора)
mtel је телекомуникациони оператор у Црној Гори. Основан је 9. јула 2007. у Подгорици. Налази се у власништву Телекома Србије. Највећи је телекомуникациони оператор по броју корисника у Црној Гори.

## Историја
Компанија Ogalar B.V, један од оснивача, 3. фебруара 2010. продала је свој удео од 49% компанији Телеком Српске.

## Подаци о мобилној мрежи
м:тел је добио лиценцу за рад GSM 900 MHz и UMTS 2100 MHz (2G и 3G), у априлу 2007. године, на територији Црне Горе. Поред овога добио је лиценцу и за фиксну телефонију и интернет заснован на WiMax технологији.
- Идентификациони код (IMSI) мреже је 297-03, а позивни број м:тел-ове мреже је 068 (међународни: +382 68).

mtel је почео са радом 9. јула 2007. године и својим корисницима пружа услуге засноване на 2G и 3G технологији (GSM и UMTS), као и услуге роминга широм света.